# Tonga (langue)
Pour les articles homonymes, voir Tonga (homonymie).
Le tonga ou mos était une langue môn-khmer parlée par les Mani, une population de 300 personnes qui vivent dans le sud de la Thaïlande. Il se peut que cette langue ne soit plus parlée.

## Classification
Le tonga appartient au groupe septentrional du rameau aslien de la branche môn khmer des langues austroasiatiques.